# Marine Etablissement Amsterdam

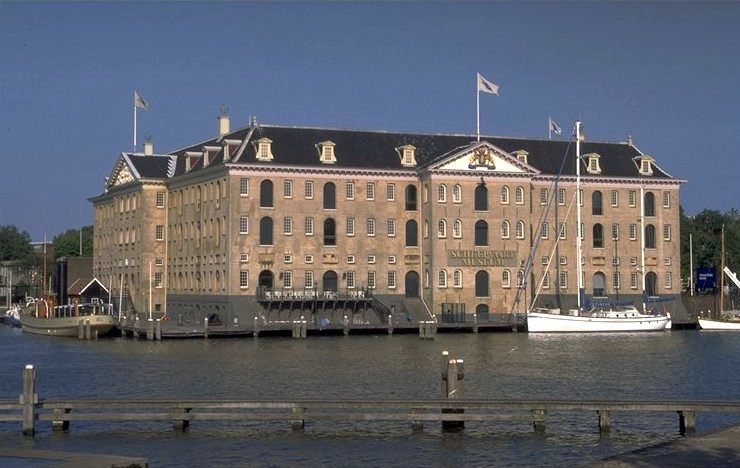
's Lands Zeemagazijn

Het Marine Etablissement Amsterdam is een terrein met gebouwen in Amsterdam. Het complex is eigendom van de Koninklijke Marine. Het ligt op het stadseiland Kattenburg. Het terrein wordt begrensd door aan de westkant het Oosterdok, aan de zuidoostkant de Kattenburgerstraat en aan de noordkant de Dijksgracht.

## Geschiedenis
Op 28 september 1655 werd hier op een in het IJ aangeplempt eiland de eerste steen gelegd voor 's Lands Zeemagazijn – waarin sinds 1973 het Nederlands Scheepvaartmuseum is gehuisvest. Al snel werd naast het pakhuis een grote scheepswerf gevestigd waar schepen werden gebouwd voor de Admiraliteit van Amsterdam. In 1791 brandde de werf vrijwel geheel af, waarna hij binnen twee jaar werd herbouwd. Toen de Admiraliteit in 1795 werd opgeheven, werd het terrein eigendom van de marine.
Vanaf 1795 werden steeds grotere schepen gebouwd, vanaf 1867 werd overgegaan op de bouw van ijzeren schepen. Schepen die hier zijn gebouwd zijn onder andere de Hollandia van Cornelis Tromp en de kanonneerboot van Jan van Speijk.
Omdat de steeds groter wordende marineschepen de sluizen en bruggen op hun weg van en naar zee niet meer konden passeren werd 's Rijks Werf verplaatst naar Den Helder. In 1915 werd de werf in Amsterdam gesloten en ging het complex verder als opleidingscentrum en goederenopslag, onder de naam Marine Etablissement Amsterdam.
Tussen 1940 en 1945 was het complex in gebruik bij de Duitse bezetter. Vanaf 1962 werd het westelijke deel van het complex gesloopt voor de bouw van de IJtunnel. Een deel van het dok werd gedempt en er verschenen nieuwe panden ter vervanging van de oude bebouwing. Van de oorspronkelijke gebouwen zijn er nog twee over.
Inmiddels werden er ook eenheden van de Koninklijke Landmacht, Koninklijke Luchtmacht en Koninklijke Marechaussee gevestigd. In 2001 is op het terrein een depot gebouwd voor het Nederlands Scheepvaartmuseum naar ontwerp van Liesbeth van der Pol. Tot 2005 was het Strategisch Verbindingsinlichtingen Centrum op het terrein gevestigd.
Sinds 2005 is er het Facilitair Steunpunt Amsterdam voor de gehele krijgsmacht gevestigd. Ayaan Hirsi Ali was begin 2005 enige tijd op het Marine Etablissement gehuisvest toen zij wegens doodsbedreigingen moest onderduiken.

## Nieuwe bestemmingen
Als gevolg van bezuinigingen zette het Nederlandse ministerie van Defensie in 2011 het Marine Etablissement te koop. Defensie en de gemeente Amsterdam gingen samen onderzoeken hoe het complex in de toekomst voor beide partijen op de beste manier kan worden gebruikt.
In mei 2013 werd bekendgemaakt dat de Marine het complex stap voor stap gaat verlaten en dat het een openbare functie voor de stad gaat krijgen.
Nederland was gedurende de eerste helft van 2016 voorzitter van de Europese Unie, in dat halfjaar werd het complex gebruikt voor vergaderingen van de EU.
Als eerste werd begin januari 2015 het zuidelijk gedeelte van het  Marineterrein, de zogenaamde Voorwerf, met het Poortgebouw aan de Kattenburgerstraat (nummer 7) opengesteld.
In januari 2016 werd een tweede gedeelte voor het publiek opengesteld, inclusief de 'blauwe poort'. In de loop van enkele jaren trekt Defensie zich tot 2018 stapsgewijs grotendeels terug van het terrein. De Marechaussee en de Nationale Reserve zullen er wel blijven.
Op 2 juli 2018 zou Defensie de resterende gebouwen overdragen aan het Rijksvastgoedbedrijf. Vanaf dat moment zouden deze gebouwen tijdelijk gebruikt gaan worden voor niet-militaire functies. Het hek, dat nu nog het publieke en militaire deel van elkaar scheidt, zou in de loop van de opvolgende maanden verdwijnen.
Defensie is niet op de afgesproken datum vertrokken. Kort voor de deadline kwam de wens om toch een deel van het terrein te blijven gebruiken vanwege strategische heroverwegingen. Men wil toch een steunpunt in het centrum van Amsterdam behouden. Overleg tussen Amsterdam en Defensie moet uitwijzen hoe de ontwikkelingen verder zullen gaan.
Uiteindelijk heeft Defensie besloten om op een deel van het eiland te blijven. Op deze manier is blijvende aanwezigheid van Defensie in de hoofdstad te verenigen met de huidige plannen. Dat heeft minister Ank Bijleveld-Schouten de Kamer per brief gemeld.

## Gemeentelijke monumenten

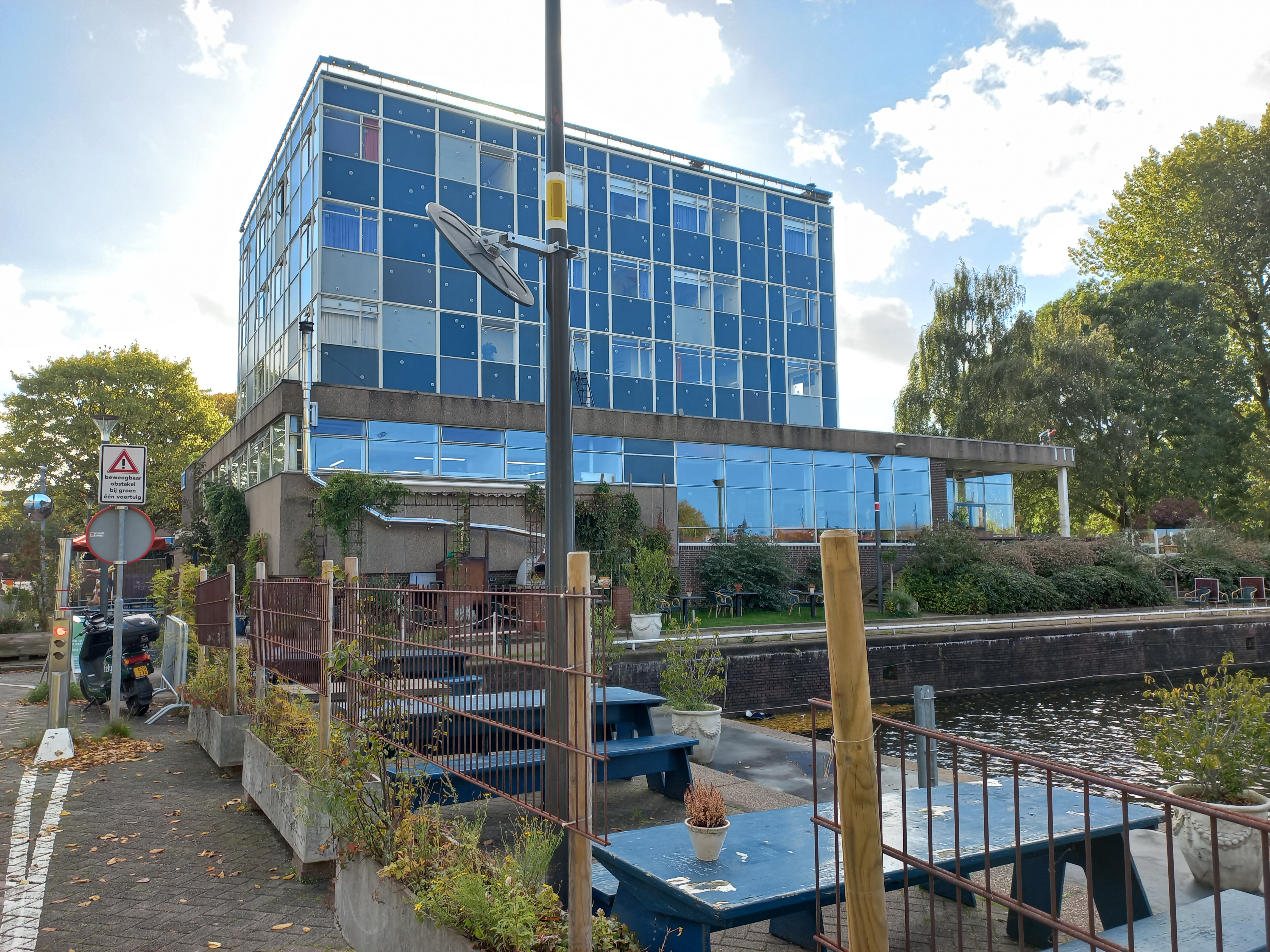
Pension Homeland, voormalig officiersgebouw.

In juli 2025 zijn vier gebouwen op het Marineterrein op de gemeentelijke monumentenlijst geplaatst. Het betreft de voormalige scheepstimmerwerkplaats en drie gebouwen uit de jaren zestig van de 20e eeuw die gebruikt werden als officiersgebouw, commandementsgebouw en commandantswoning. Onder deze woning ligt een bunker die tijdens de Koude Oorlog bedoeld was om tijden van nood te dienen als verbindingsbunker voor de commandant voor communicatie met de buitenwereld.
De aanwijzing is gebeurd op aanvraag van de erfgoedvereniging Heemschut. Er is ook een aanvraag voor een atoombunker op het terrein, maar over de aanwijzing hiervan wordt later beslist.
De betreffende bouwwerken zijn gebouwd na de sloop van oude bebouwing t.b.v. de aanleg van de IJtunnel in de jaren zestig.

## Galerij

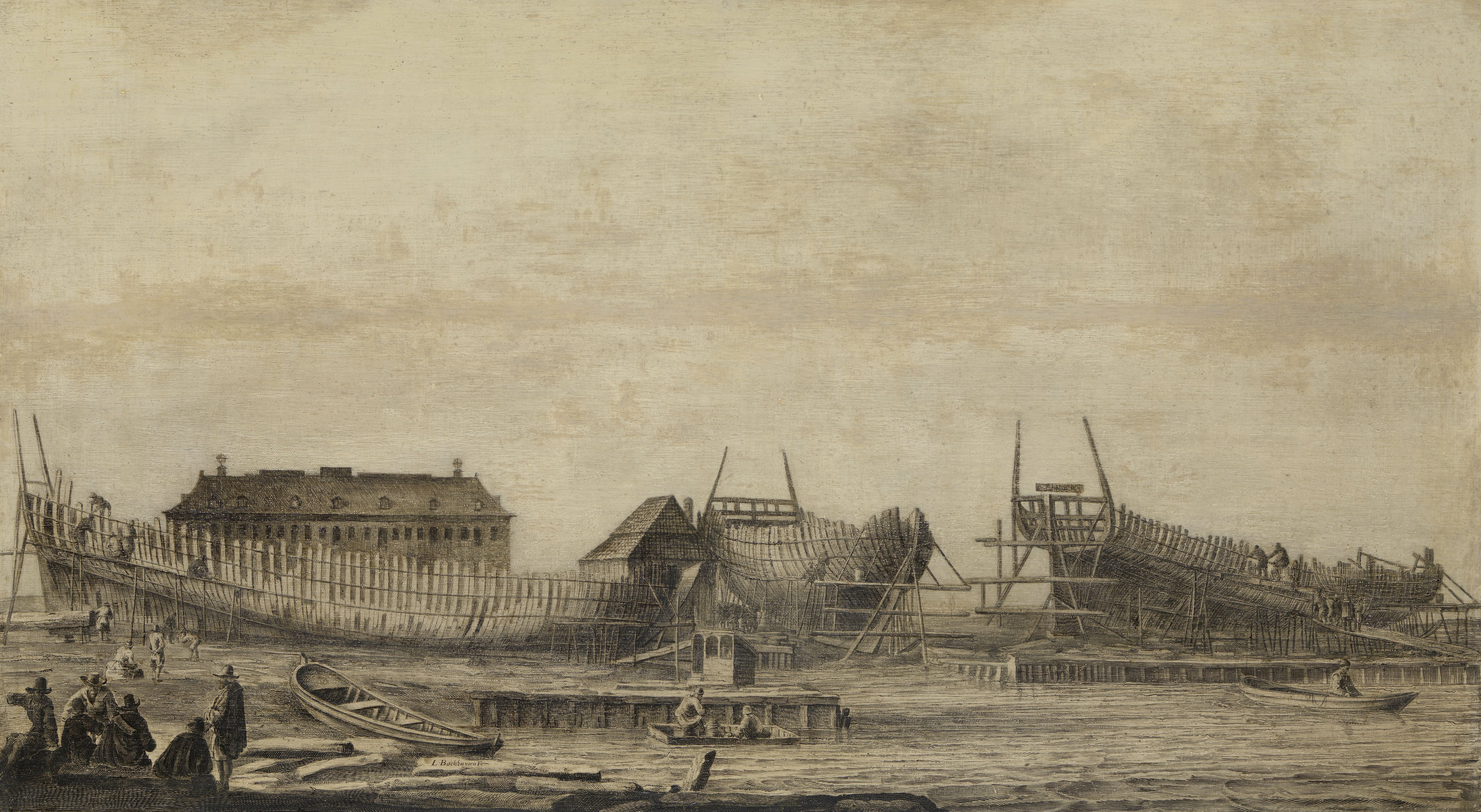
Werf; 1660.
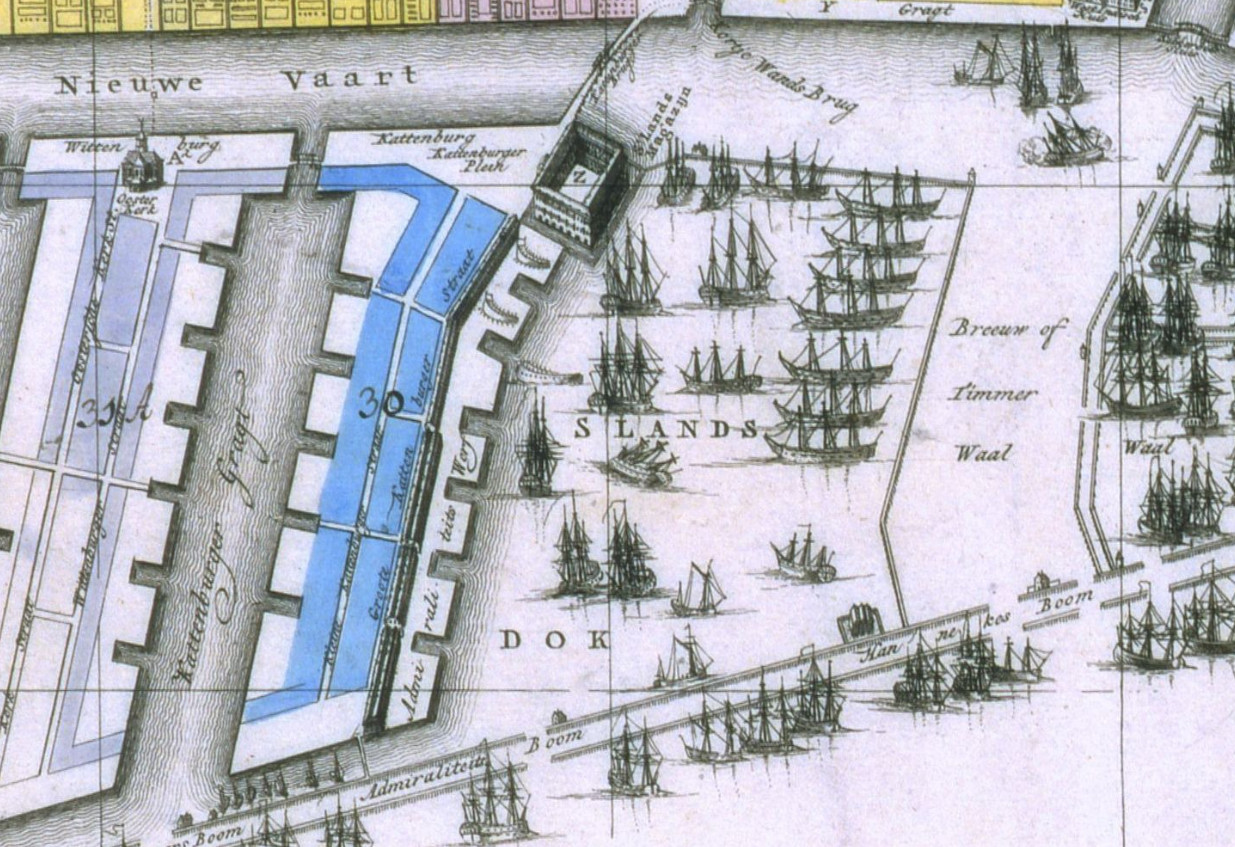
Plattegrond; 1796.
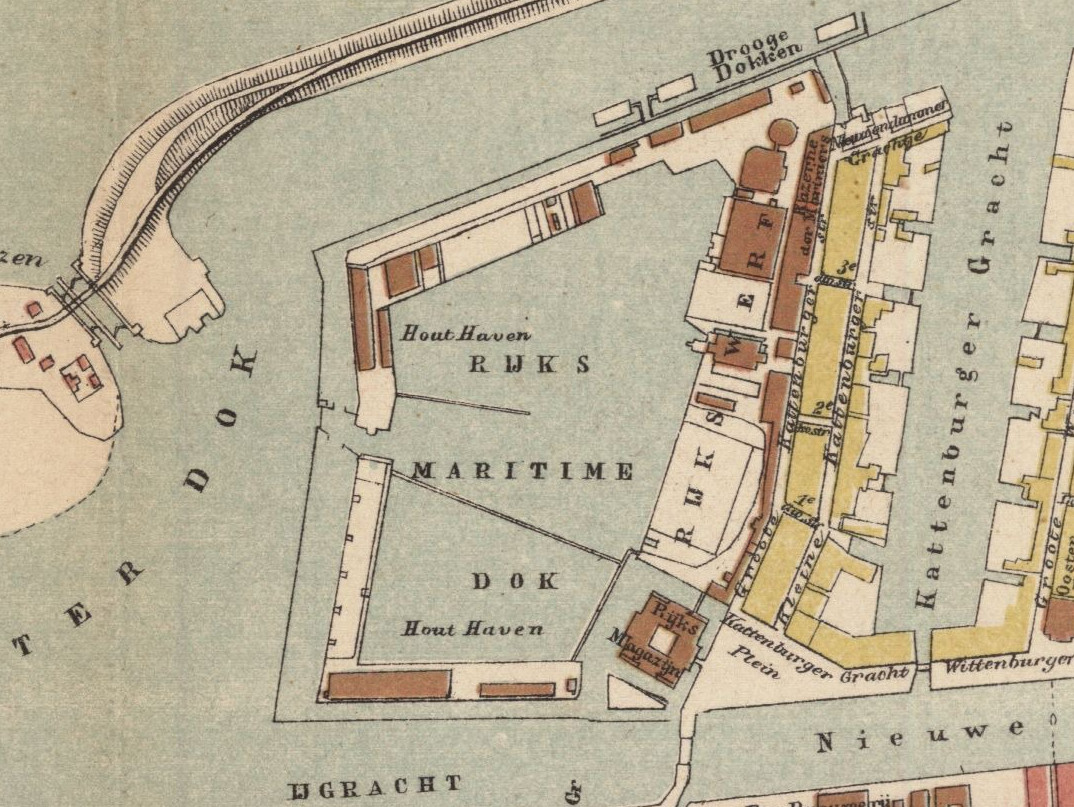
Plattegrond; 1875.
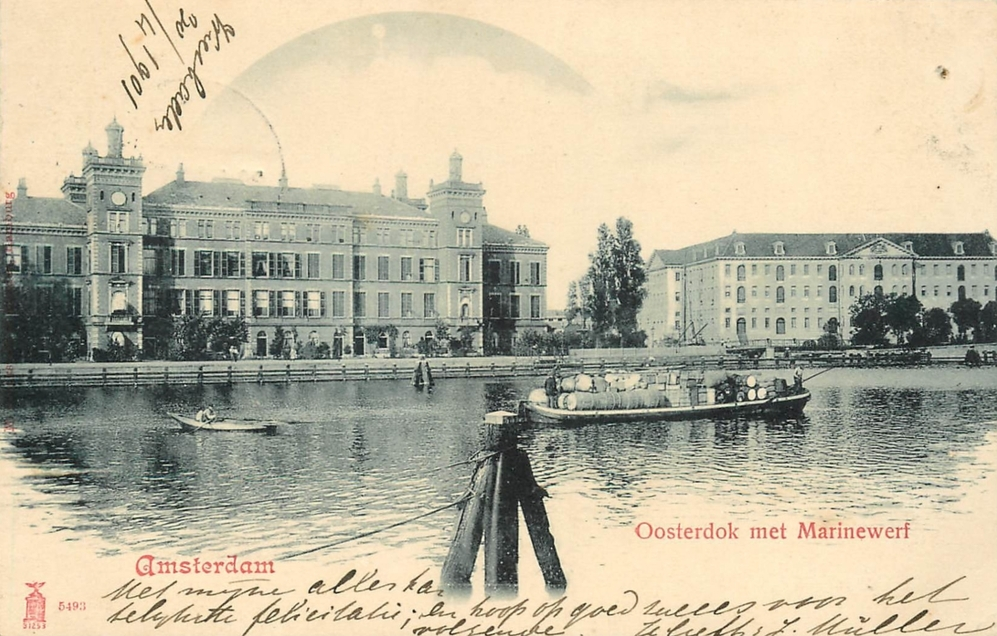
Oosterdok met Marinewerf; circa 1900.
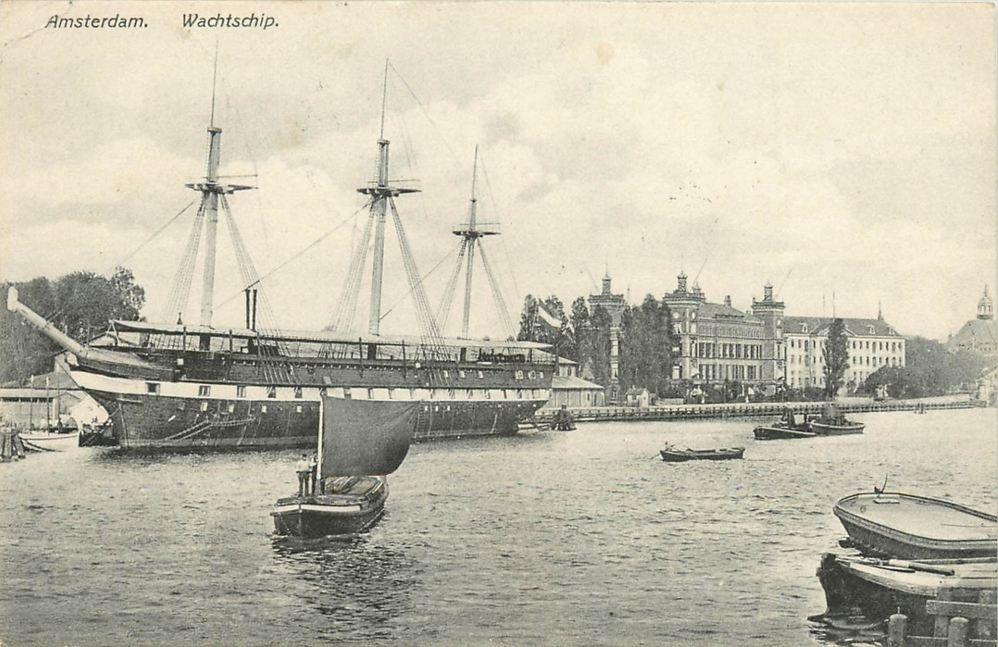
Oosterdok met Wachtschip. Op de achtergrond de Marinewerf; circa 1900.
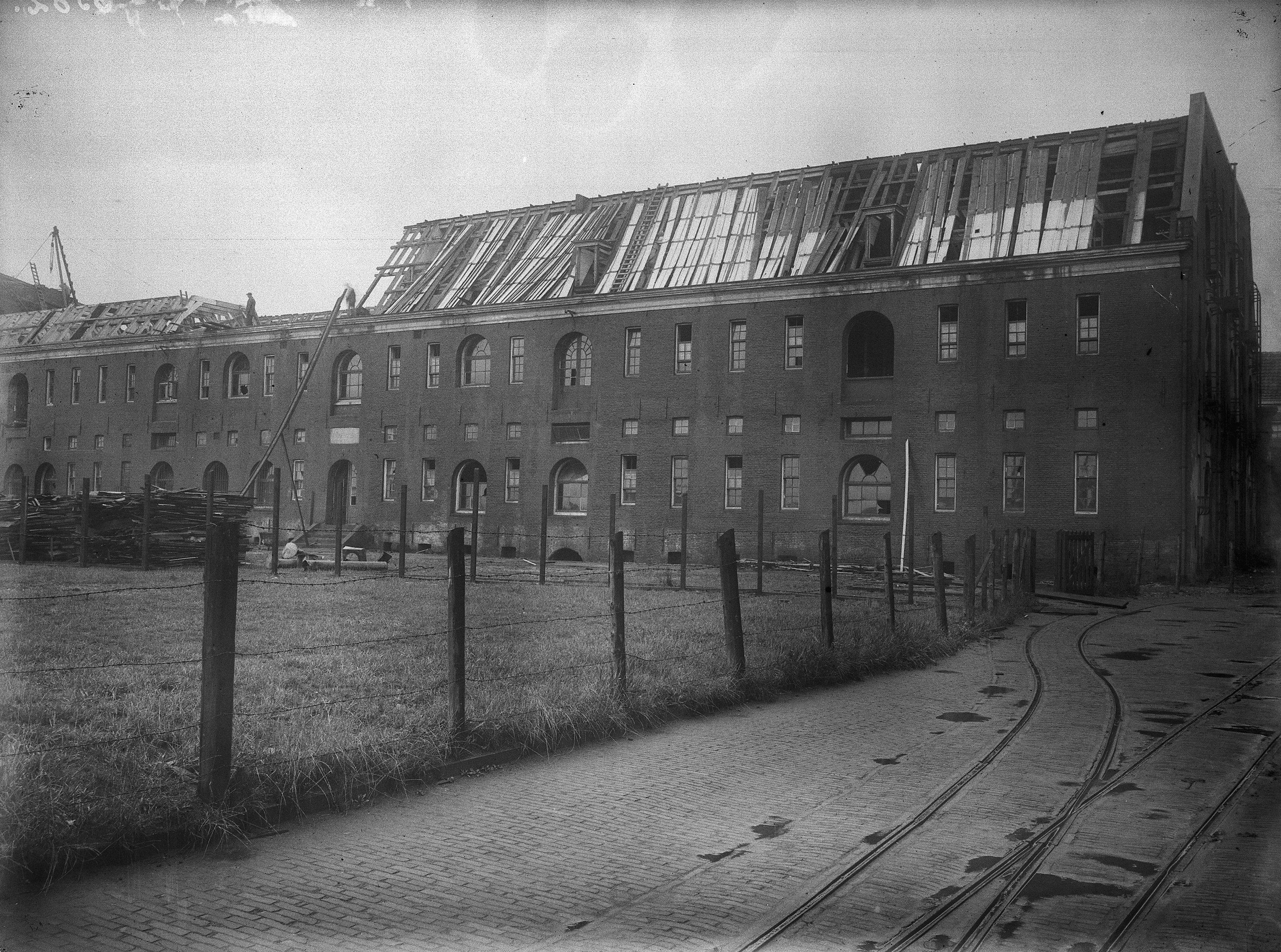
Marinekazerne; 1919.
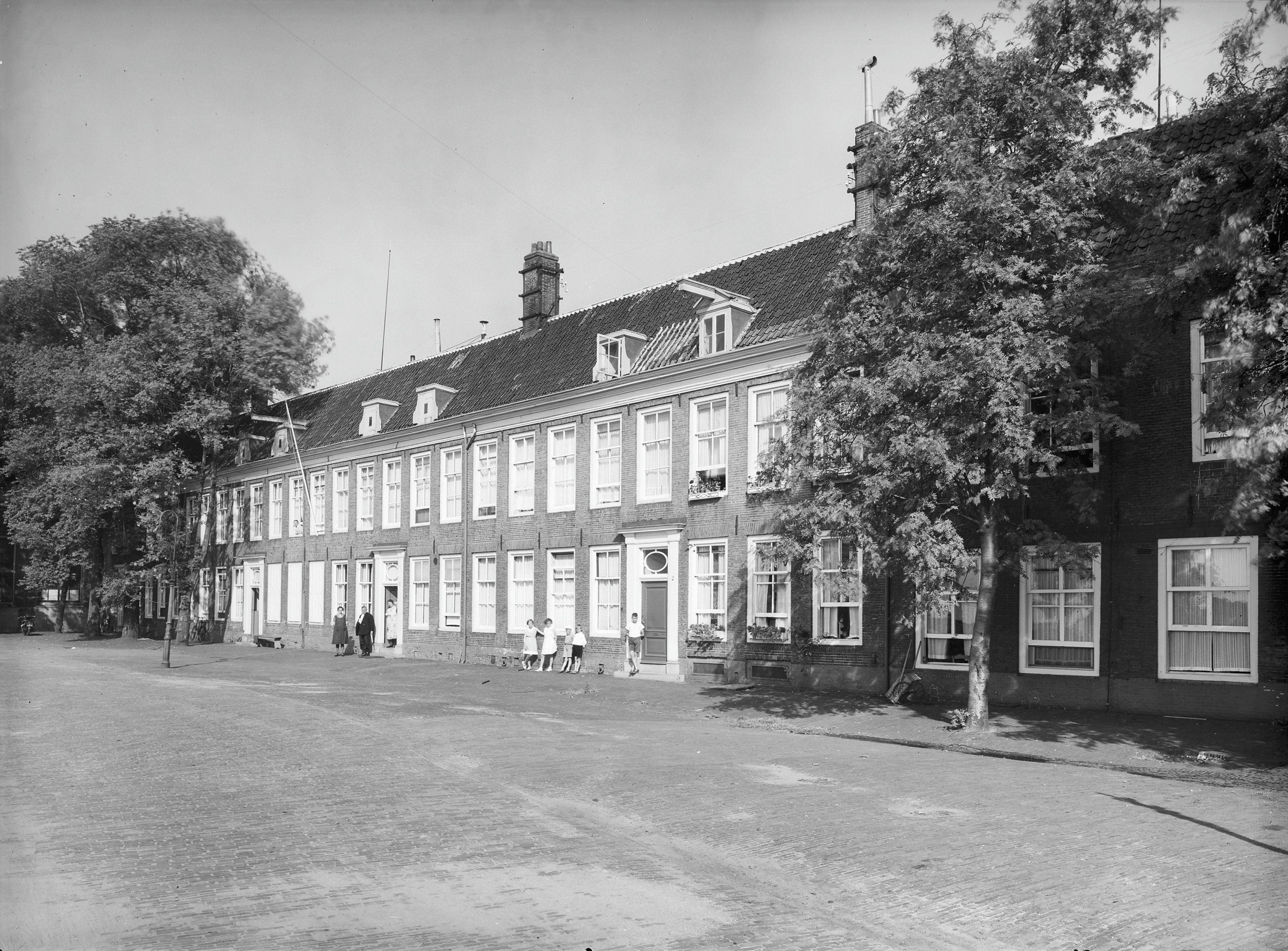
Werfgebouw; 1934.
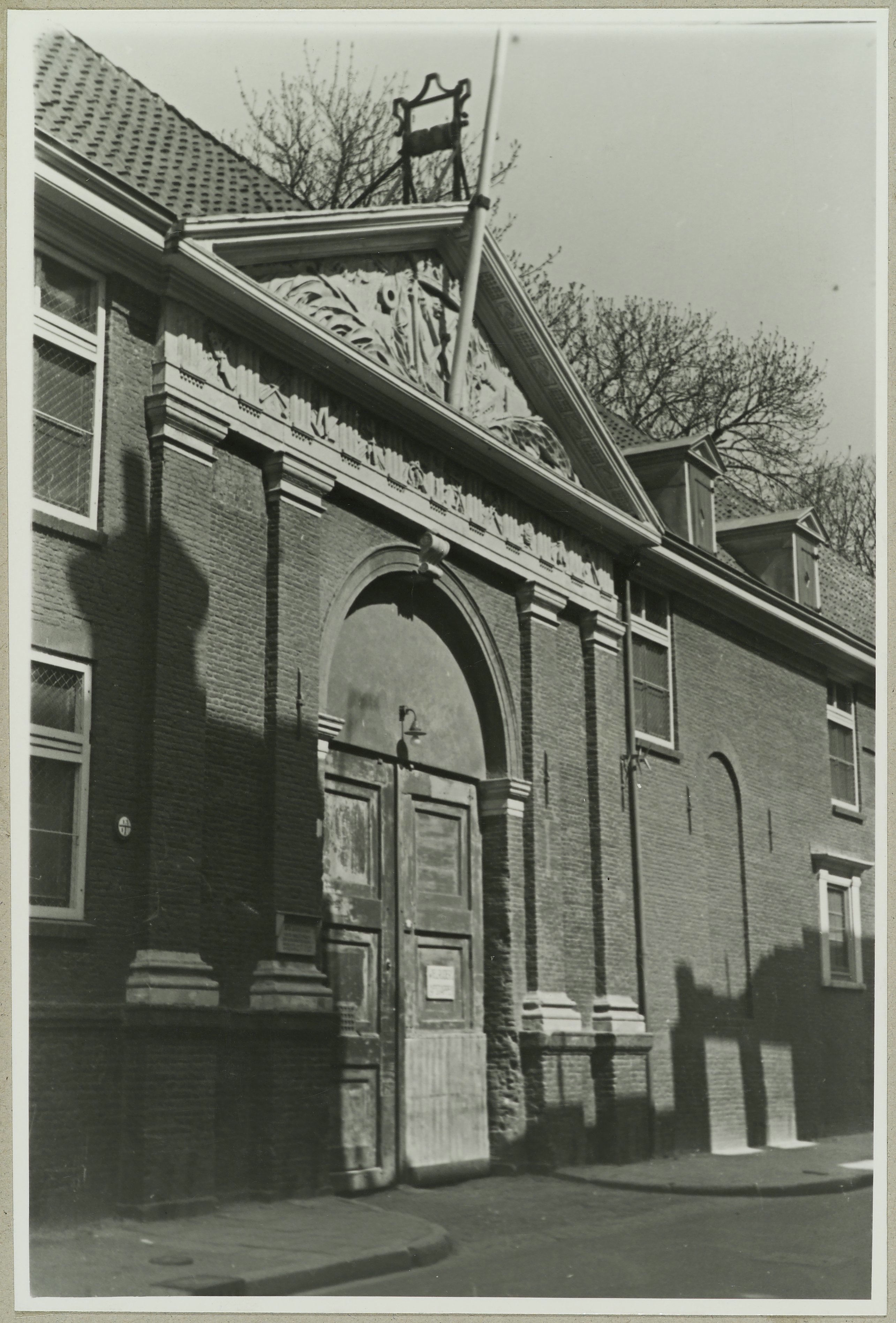
Ingangspartij aan de Kattenburgerstraat.
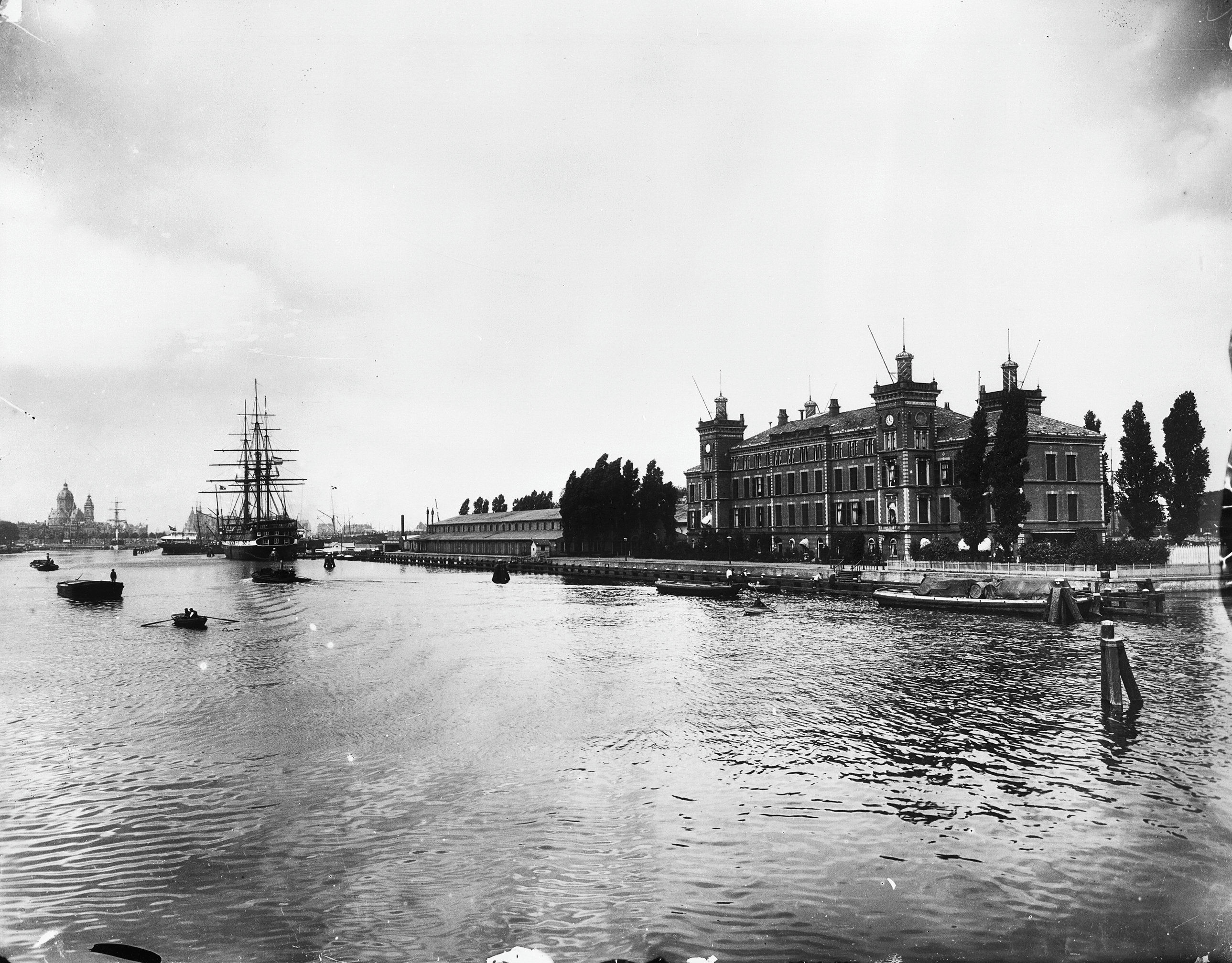
"Het Paleis", huis voor marine-officieren; gesloopt in 1968.
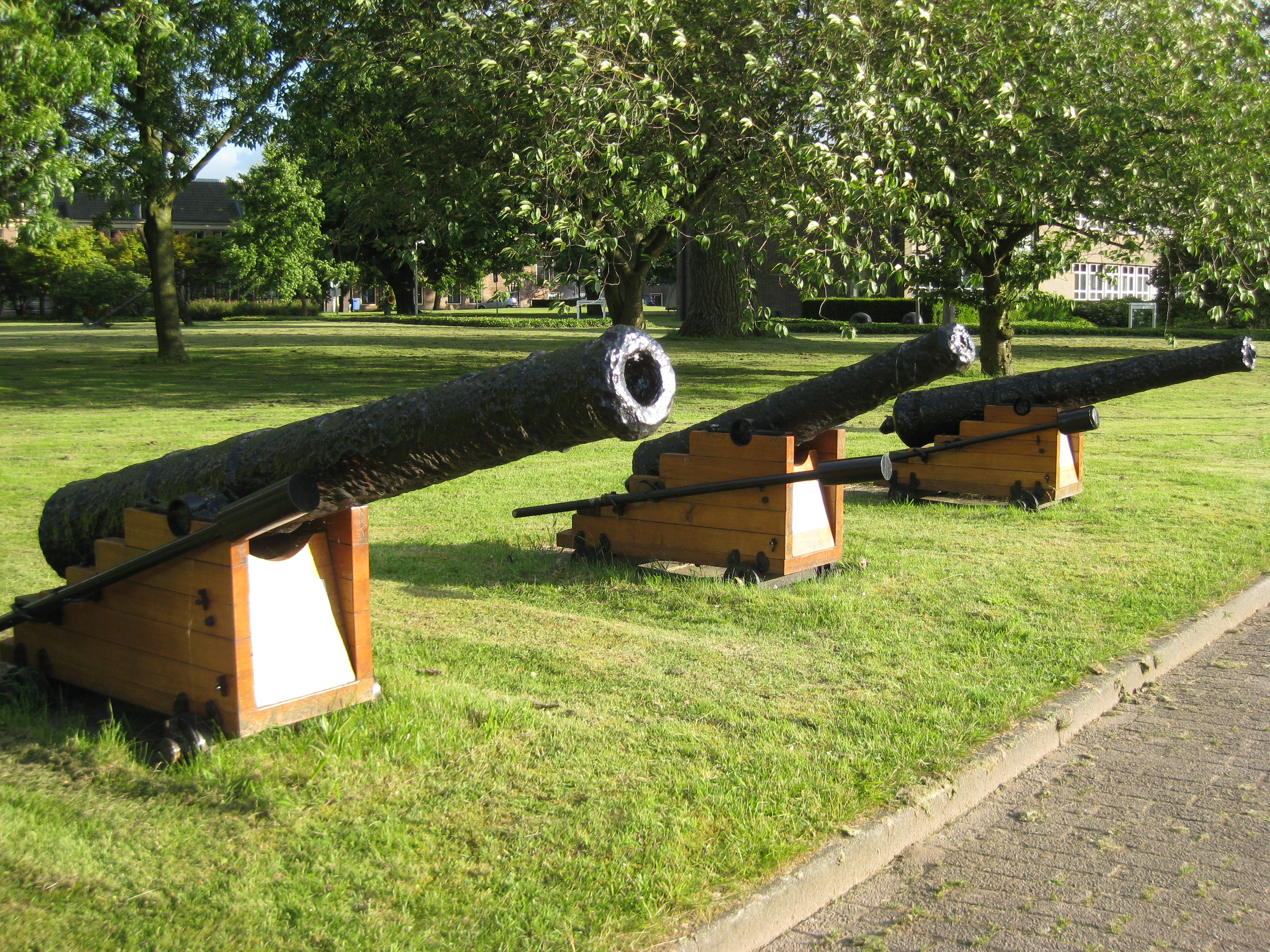
Kanonnen van een schip uit de vloot van admiraal Michiel de Ruyter; 2012.
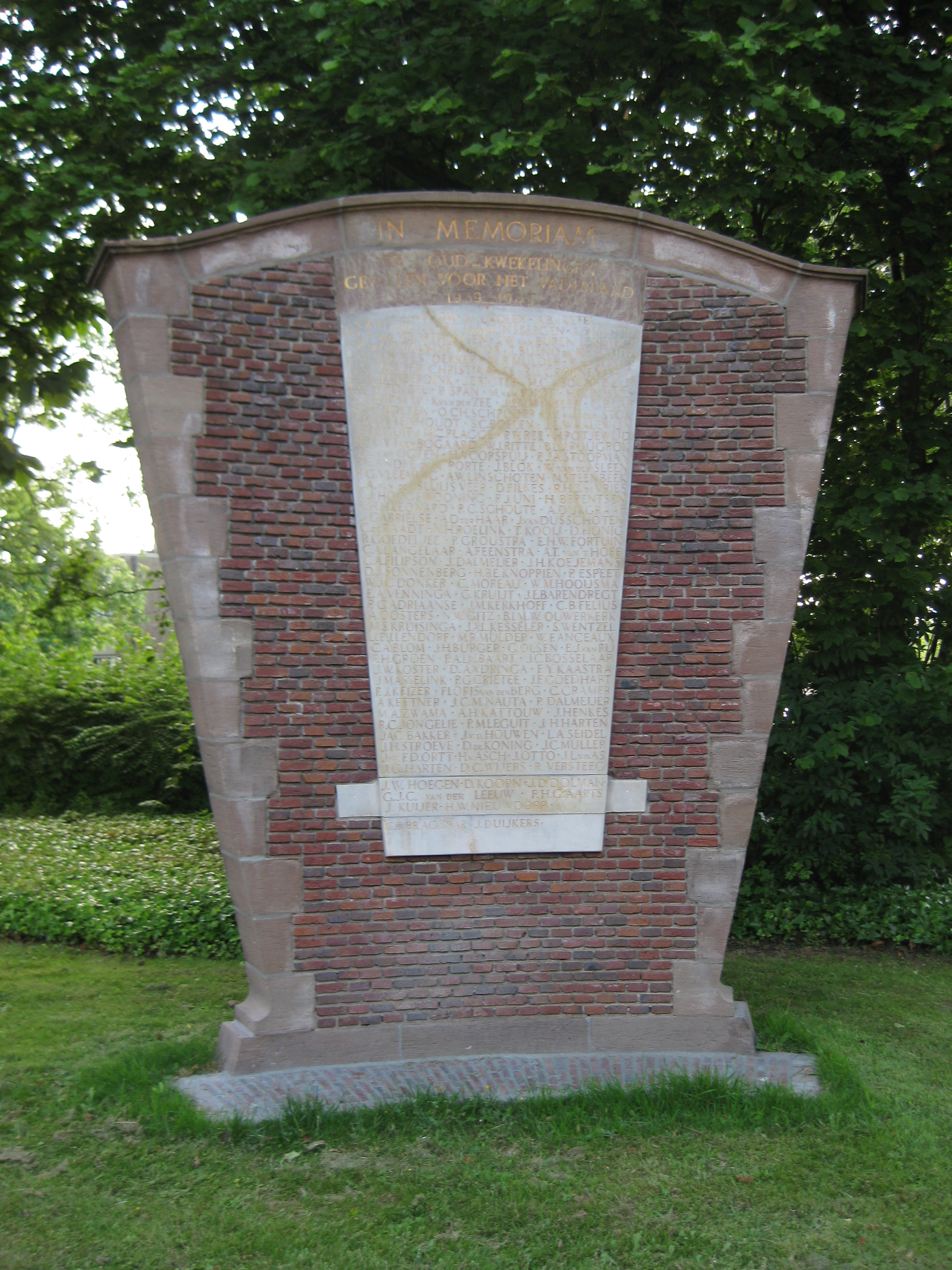
Monument voor leerlingen van de Kweekschool voor de Zeevaart die in de Tweede Wereldoorlog zijn omgekomen.
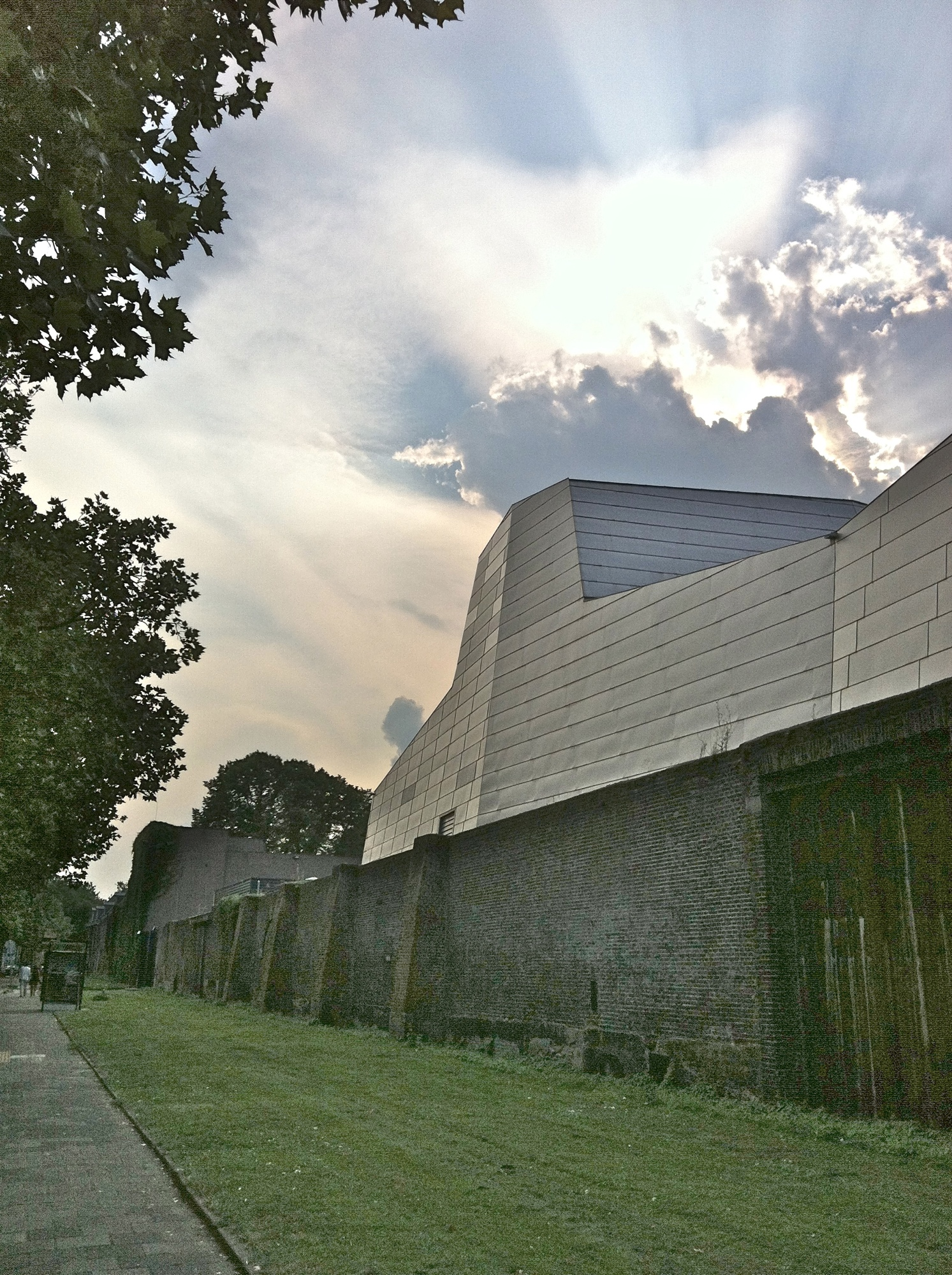
Op het terrein staat sinds 2000 dit depot van het Scheepvaartmuseum.
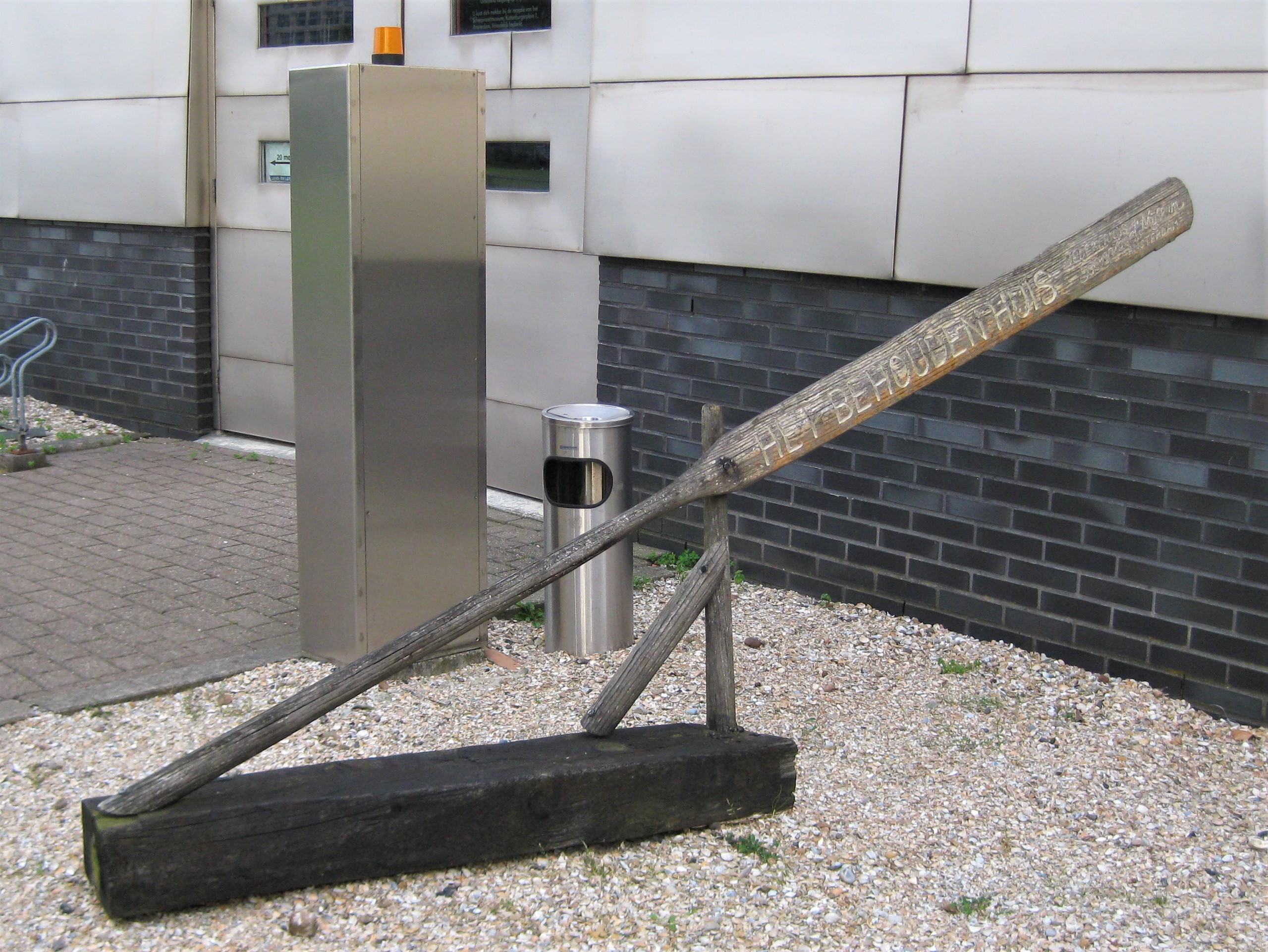
Naambord bij de ingang van het depot.
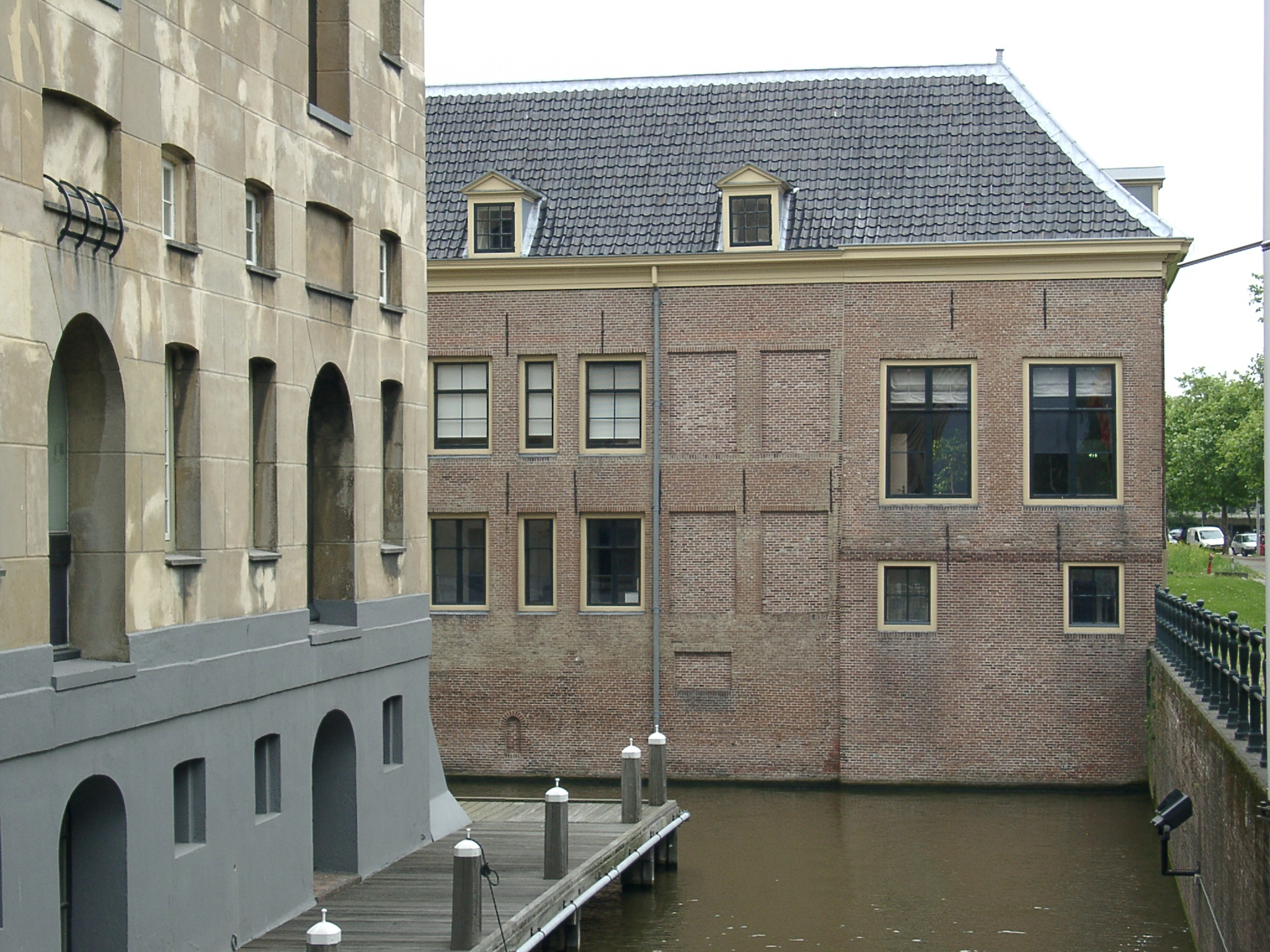
De hoek van het Marineterrein naast het Scheepvaartmuseum, waar vroeger de woning van de commandant was. Vincent van Gogh woonde hier een jaar tijdens zijn verblijf in Amsterdam in 1877-'78, voor het begin van zijn schildercarrière.
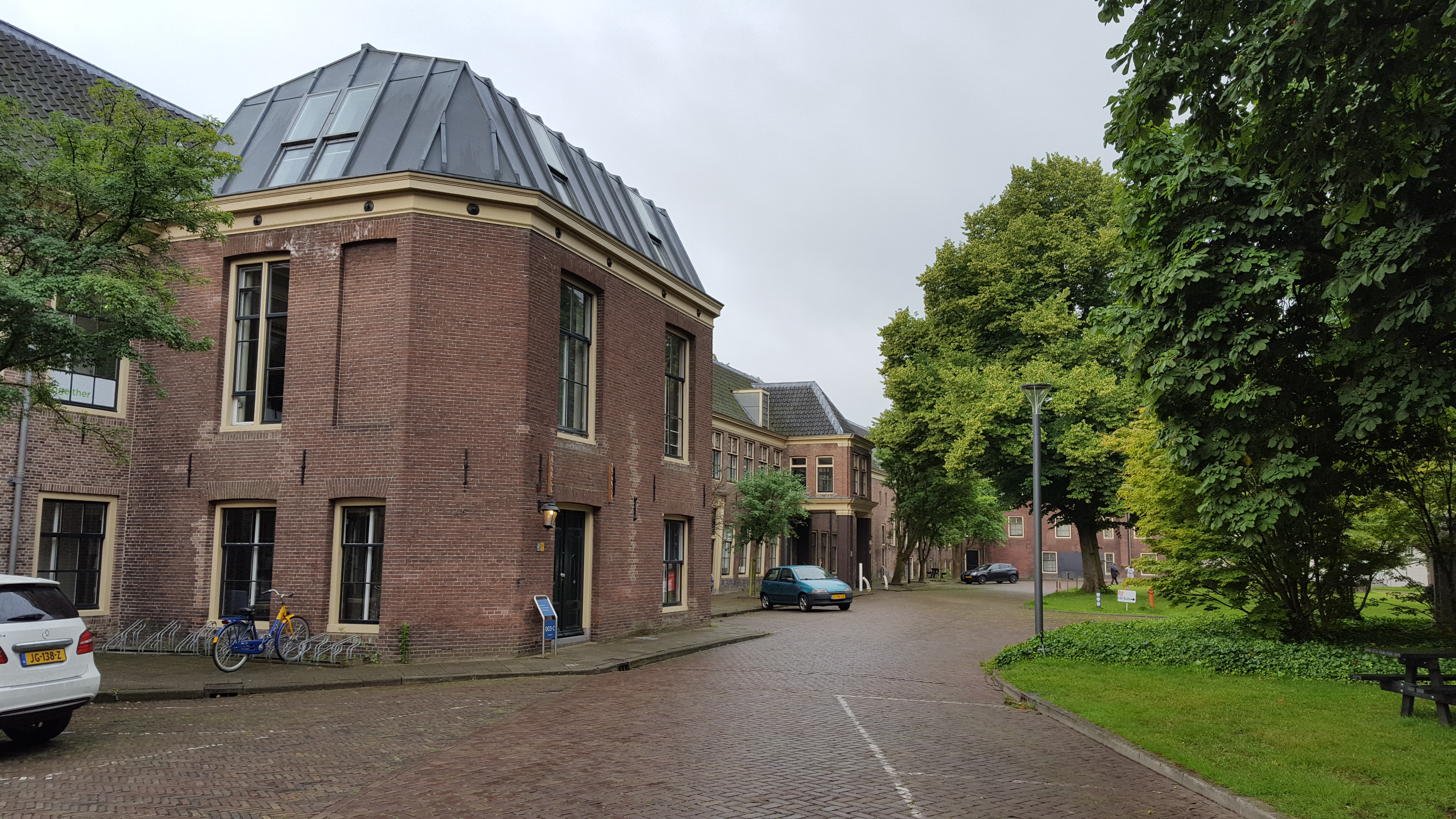
De 'binnenzijde' van het gebouw langs de Kattenburgerstraat, met rechts het 'Marinepark' met hoge bomen; 2016.